# FY Водолея
FY Водолея (лат. FY Aquarii) — одиночная переменная звезда в созвездии Водолея на расстоянии (вычисленном из значения параллакса) приблизительно 12700 световых лет (около 3894 парсеков) от Солнца. Видимая звёздная величина звезды — от +12,7m до +11,8m.

## Характеристики
FY Водолея — жёлто-белая пульсирующая переменная звезда типа BL Геркулеса (CWB) спектрального класса F. Радиус — около 8,4 солнечных, светимость — около 130,758 солнечных. Эффективная температура — около 6734 К.